# Живац затезача бубне опне
Живац затезача бубне опне (лат. nervus tensoris tympani) је грана доњовиличног живца, која се одваја од његове задње завршне гране и то преко кратког заједничког стабла са унутрашњим криластим и живцем затезача меког непца. Он се простире навише и уназад у инфратемпоралној јами и одлази до мишића затезача бубне опне, кога инервише.